# Orgy of the Dead
Orgy of the Dead és una pel·lícula de 1965 no classificada dirigida per Stephen C. Apostolof sota l'àlies A. C. Stephen. El guió va ser adaptat pel director de cinema de culte Edward D. Wood, Jr de la seua pròpia novel·la. És una combinació de terror i erotisme, i és una espècie de transició per Wood, que va començar com un escriptor de terror i més tard va escriure pornografia. Va ser distribuïda per Crown International Pictures.

## Repartiment
- Criswell: Emperador
- Fawn Silver: Esperit maligne
- Pat Barrington: Shirley